# Паоло Футре
Паоло Футре (28. фебруар 1966) бивши је португалски фудбалер.

## Каријера
Током каријере наступао је за португалске великане Спортинг Лисабон, Порто и Бенфику, шпански Атлетико Мадрид, француски Олимпик Марсељ, италијанске клубове Ређану и Милан, енглески Вест Хем јунајтед и јапанску Јокохаму флугелс.

## Репрезентација
За репрезентацију Португалије дебитовао је 1983. године, наступао на Светском првенству 1986. године, а укупно током каријере одиграо 41 утакмицу и постигао 6 голова.

## Статистика
| Португалија | Португалија | Португалија |
| Год.        | Ута.        | Гол.        |
| ----------- | ----------- | ----------- |
| 1983        | 1           | 0           |
| 1984        | 4           | 0           |
| 1985        | 4           | 1           |
| 1986        | 4           | 0           |
| 1987        | 2           | 0           |
| 1988        | 1           | 0           |
| 1989        | 4           | 1           |
| 1990        | 1           | 0           |
| 1991        | 8           | 2           |
| 1992        | 3           | 0           |
| 1993        | 8           | 2           |
| 1994        | 0           | 0           |
| 1995        | 1           | 0           |
| Укупно      | 41          | 6           |

## Трофеји

### Порто
- Првенство Португала (2) : 1984/85. 1985/86.
- Суперкуп Португала (2) : 1984, 1986.
- Куп европских шампиона (1) : 1986/87.

### Атлетико Мадрид
- Куп Шпаније (2) : 1990/91, 1991/92.

### Бенфика
- Куп Португала (1) : 1992/93.